# Xavier Lesage
François Xavier Edmond Marie Lesage, född 25 oktober 1885 i Moret-sur-Loing, död 3 augusti 1968 i Gisors, var en fransk ryttare.
Lesage blev olympisk mästare i dressyr vid sommarspelen 1932 i Los Angeles.